# 1928년 하계 올림픽 인도 선수단
인도는 1928년 5월 17일부터 8월 12일까지 네덜란드 암스테르담에서 열린 제9회 하계 올림픽에 참가했다.